# 健康長寿の秘訣最強ご高齢者
『健康長寿の秘訣最強ご高齢者』（けんこうちょうじゅのひけつさいきょうごこうれいしゃ）は、2024年8月に公開された日本のドキュメンタリー映画。
読売新聞に掲載 (2024年8月8日)。厚生労働省推薦映画。

## 出演者
- 岩田元吉
- 現田しまこ
- 坂本武平
- 川崎のぶゑ

## スタッフ
- 特別ご協賛：株式会社オートグランド
- エグゼクティブプロデューサー：田巻不二夫
- エグゼクティブプロデューサー：佐藤美奈子
- プロデューサー：谷正義、塚本恵子、五十嵐由佳、徳山幸一、藤本浩司、堀川忠彦、吉田奈美、岩田吉樹、岩田元吉
- 監督・編集・撮影・構成協力：葉七はなこ
- 制作スタッフ：中西保
- スチール撮影：中西保、谷正義
- 音楽担当：井上千晴、安部公美子、葉七はなこ
- 広報担当：株式会社竹千代
- 上映委員会中部地方代表:塚本恵子
- 製作会社：健康長寿の秘訣最強ご高齢者製作委員会

## 音楽
主題歌
- 「Belleve in you」
作詞・作曲・歌：葉七はなこ、編曲・ピアノ：宮本純次

挿入曲
- 「めざめ〜愛の奇跡〜」
ピアノ：井上千晴、フルート：安部公美子